# Ophiorrhiza darrisii
Ophiorrhiza darrisii är en måreväxtart som beskrevs av Augustin Abel Hector Léveillé. Ophiorrhiza darrisii ingår i släktet Ophiorrhiza och familjen måreväxter. Inga underarter finns listade i Catalogue of Life.